# Consuegra-Staudamm
Der Consuegra-Staudamm war eine römische Stauanlage, die von dem Wasser des Amarguillo im Guadiana-Becken gespeist wurde. Er liegt westlich von Consuegra in der Provinz Toledo in der  spanischen autonomen Gemeinschaft Kastilien-La Mancha. Erhalten ist die 4,80 Meter hohe und an der Basis 2,80 Meter starke Pfeilerstaumauer aus dem 3. oder 4. Jh. n. Chr., die eine Kronenlänge von über 630 Meter besaß. Wegen dieser Länge und der deswegen erforderlichen großen Anzahl an Stützpfeilern stellt die Anlage trotz ihrer geringen Höhe eine bedeutende Konstruktion dar. Gespeist wurde der Stausee durch den im Sommer trockenfallenden Amarguillo, der zu den Quellflüssen des Guadiana zählt.